# Slavo Antin Bago
Slavo Antin Bago (Čitluk, 7. veljače 1939.), hrvatski je pjesnik, romanopisac i pripovjedač.

## Djela
- "Odlepršao golub mira" (pjesme, 1994.),
- "Zaigrao korak" (pjesme, 1995.),
- "Ječe didove priče" (priče, 1998.).
- "Račvaste staze", roman, 2012.[1]